# SV Linx
Der SV Linx 1949 ist ein Fußballverein aus dem in Südbaden gelegenen Linx, einem Teilort von Rheinau (Baden). Der Verein hat 350 Mitglieder in den Abteilungen Fußball, Jedermannsport, Volleyball und Gymnastik.

## Geschichte
Der 1949 gegründete Verein erreichte mit seiner Fußballabteilung erstmals 1981 die Viertklassigkeit und stieg in die Verbandsliga Südbaden auf. 1987 setzte sich der Verein als Vizemeister in den Relegationsspielen gegen den VfL Neckarau und den FC Tailfingen durch und stieg erstmals in die Oberliga Baden-Württemberg auf. Nach nur einer Spielzeit erfolgte 1988 der Abstieg.
Damit begann für die Mannschaft ein ständiges Auf und Ab zwischen Verbands- und Oberliga. Erst 1993 gelang als Meister der Verbandsliga Südbaden der erneute Aufstieg in die Oberliga Baden-Württemberg, aus der man erst 1997 wieder absteigen musste. Während der Oberligajahre wurde der Verein 1994 auch südbadischer Pokalsieger nach einem 3:1-Sieg gegen den damaligen Tabellenzweiten der Landesliga FC Böhringen und qualifizierte sich für den DFB-Pokal. Dort schied man gegen den Erstligisten FC Schalke 04 im Kehler Rheinstadion vor 8000 Zuschauern durch eine knappe 1:2-Niederlage aus.
Nach mehreren vergeblichen Anläufen in den Relegationsrunden gelang erst 2003 erneut die Meisterschaft in der Verbandsliga Südbaden und der Aufstieg in die Oberliga. Nachdem man nach einer Saison erneut abgestiegen war, folgte 2005 die prompte Rückkehr in die Oberliga, aus der man 2006 sofort wieder abstieg. Am 26. Mai 2007 stiegen die Linxer wieder in die Oberliga auf, doch auch am Ende dieser Spielzeit stand der SV Linx abgeschlagen auf dem letzten Tabellenplatz, sodass man ab der Saison 2008/09 wiederum in der Verbandsliga antreten musste. In der Saison 2009/10 gelang als Verbandsligameister der erneute Aufstieg in die Oberliga, woraufhin der sofortige Wiederabstieg folgte.
2018 gewann Linx überraschend durch ein 2:1 gegen den höherklassigen FC 08 Villingen erneut den südbadischen Verbandspokal und erreichte damit zum zweiten Mal nach 1994 den DFB-Pokal, wo man in der ersten Runde mit 1:2 im Kehler Rheinstadion gegen den Bundesligisten 1. FC Nürnberg verlor. In der gleichen Saison wurde der SV zudem Meister der Verbandsliga Südbaden und stieg erneut in die Oberliga Baden-Württemberg auf.
In der Saison 2021/22 stieg der SV Linx aus der Oberliga Baden-Württemberg ab und beendete die Saison auf dem 17. Tabellenplatz.

## Erfolge
- Südbadischer Pokalsieger 1994, 2018
- Meister Verbandsliga Südbaden 1993, 2003, 2005, 2007, 2010, 2018

## Stadion
Die Fußballer des SV Linx tragen ihre Heimspiele im rund 3000 Zuschauer fassenden Hans-Weber-Stadion aus. Daneben verfügt der Verein über zwei weitere Rasenplätze mit Flutlicht.

## Spieler
- Jonathan Clauss
- René Linderer
- Didier Monczuk
- Timo Reus
- Cédric Stoll
- Tamatoa Wagemann
- Roland Wagner

## Trainer
- Dieter Wendling (2008–2011)
- Sebastien Bischoff (2011–2012)
- Hassan Tayebi (2012–2013)
- Harald Heck (2013–2016)
- Sascha Reiß (2016–2019)
- Thomas Leberer (2019-)